# Noblet 45 Artist
La clarinette Noblet 45 Artist est une série particulière d'un modèle de clarinette d'étude ayant eu un grand succès en France et aux États-Unis qui était fabriquée à La Couture-Boussey par la maison Georges Leblanc Paris de 1960 à 1990 environ. La particularité du modèle 45 Artist est la sélection d'un bois ancien de grenadille du Mozambique pour la fabrication du corps. 
Cette clarinette en système Boehm dispose de 17 clefs- 6 anneaux et d'une perce cylindrique assez étroite de 14,85 mm (soprano en si ).
Le clétage forgé en maillechort nickelé est robuste et a peu évolué lors des années de fabrication (les modèles les plus anciens jusqu'à 1965 environ partagent le même pivot pour les spatules du si et do dièse à gauche). Les tampons sont en double baudruche. 
Le pavillon ou le barillet est quelquefois fabriqué dans un matériau différent de celui du corps comme le Reso-Tone. Le tenon supérieur du corps du haut est renforcé d'un cerclage en métal. 
Par rapport au modèle Noblet 40, les modèles 45 et 45 Artist disposent de ressorts dorés (en corde à piano) typiques de la maison Leblanc .
Les modèles 40 et 45 disposent des caractéristiques techniques communes suivantes, :
- Les boules sont « ancrées » et vissées avec une vis supplémentaire, pour garantir l'alignement des clés.
- Les clés de cadence sont en ligne selon un brevet Leblanc.

Le logotype gravé du modèle 45 Artist a légèrement évolué lors des années de production. Celui des années 1960 et 1970 a une forme en losange dite en « diamant » dans lequel est inscrit un «N» encadré dans la partie haute, «Noblet» au centre, «Paris» dans la partie basse, le tout est surmonté par l'inscription « Artist » sur le corps du haut uniquement.
Le modèle 45 est disponible en tonalité mi bémol (petite clarinette) ainsi que si bémol, la et do (clarinette soprano).
Le modèle 45 Artist est un instrument relativement homogène et facile à jouer dans l'ensemble des registres (chalumeau, clairon, aigu). De conception ancienne et éprouvée, typique de la facture instrumentale française d'après la seconde guerre mondiale, ce modèle vintage constitue un bon choix pour le débutant et le musicien amateur occasionnel. Il est largement présent sur le marché de l'occasion.

## Nickelage
La technique de placage du nickel a évolué au cours des années de production et certains modèles vieillissent mal et présentent fréquemment des cloques et des points de corrosion. 
Dans les années 1970, une couche de cuivre est déposée pour une meilleure adhérence et finition entre le maillechort et la couche finale en nickel. C'est cette couche de cuivre qui souvent se pique de vert-de-gris en fonction des conditions de conservation de l'instrument (transpiration des doigts...).

## Numéro de série
Il est disponible sur internet diverses listes indicatives de numéro de série par année de production pour les modèles Noblet 27, 40 et 45 :
- 1960 : inclut 18559
- 1964 : 38500 à 42999
- 1965 : 43000 à 55999
- 1966 : 56000 à 58399
- 1967 : 58400 à 66999
- 1968 : 67000 à 78999
- 1969 : 79000 à 91299
- 1970 : 91300 à 98700
- 1971 : A101 à A11100
- 1972 : A11101 à A16000
- 1973 : A16228 à A33700
- 1974 : A33701 à A44832
- 1975 : A44833 à A57320
- 1976 : A57321 à A66597
- 1977 : A66598 à A76349
- 1978 : A76350 à A87894
- 1979 : A87895 à A96499
- 1980 : A95000 à B10309
- 1981 : B10310 à B10700
- 1982 : B10701 à B25890
- 1983 : B25891 à B28146
- 1984 : B28147 à B45800
- 1985
- 1986